# Carl Dietrich Büttner (Reeder, 1831)
Carl Dietrich Büttner (* 16. Januar 1831 in Leer; † 13. Juni 1913) war ein deutscher Speditionskaufmann und Reeder in Leer und Bremen.

## Biografie
Büttner stammte aus einer Familie von Akademikern. Er besuchte nur die Volksschule und absolvierte eine kaufmännische Lehre im Handelshaus Rahusen in Leer. Er gründete 1856 (andere Quellen 1853) in Leer ein Schiffsmakler- und Speditionsunternehmen, daraus wurde die Carl Büttner Reederei (CB). Zunächst handelte er mit Guano und Zigarren und vermittelte Versicherungen. Er begann Schiffe und Schiffsraum zu chartern unter anderem für Transporte nach England und in das Baltikum. 1879 ließ er seinen ersten Dampfer, die Stadt Leer, bauen. Harte Konkurrenz, vor allem mit der Neptun Reederei, zwangen ihn in den 1890er Jahren eine Kooperation mit der Neptun einzugehen, die den Liniendienst in Leer übernahm. Büttner war als Akquisiteur für die Neptun tätig. 1892 beauftragte er seinen Sohn Johann Albrecht Büttner (1863–1933), eine Filiale in Bremen einzurichten, während die Spedition in Ostfriesland verblieb. 1905 übergab er sein Unternehmen mit Schwerpunkt in Leer an seinen Sohn. Der Enkel Carl Dietrich Büttner (II) (1897–1970) übernahm 1933 die Reederei und verlegte den Hauptsitz nach Bremen. In Bremen war die Rolandmühle einer seiner Hauptkunden.
Die Reederei war nach 1945 im Bunkergeschäft und nach 1960 mit Öltransporten aktiv. Sie betrieb um 2014 zehn Öltanker mit insgesamt rd. 200.000 tdw. Sein Urenkel Carl Habbo Büttner (1929–2020) führte es in der vierten Generation ab den 1960er/1970er Jahren und schied 2001 aus.